# Втрати 14-ї окремої бригади спеціального призначення (РФ)
У статті наведено подробиці втрат 14-ї бригади спеціального призначення Збройних сил РФ у різних військових конфліктах.

## Поіменні списки

### Перша чеченська війна
| п/п | Прізвище, ім'я, по батькові                                        | Звання  | Дата народження | Дата смерті | Місце смерті     |
| --- | ------------------------------------------------------------------ | ------- | --------------- | ----------- | ---------------- |
| 1.  | Колесник Михайло Васильович (рос. Колесник Михаил Васильевич)      | капітан | 1967            | 19.01.1995  | Моздок           |
| 2.  | Семенов Костянтин Миколайович (рос. Семенов Константин Николаевич) | майор   |                 | 14.03.1995  | Червленна-Узлова |
| 3.  | Тучков Степан Іванович (рос. Тучков Степан Иванович)               | рядовий | 1976            | 14.03.1995  | Червленна-Узлова |

### Друга чеченська війна
| п/п | Прізвище, ім'я, по батькові                                         | Звання                 | Дата народження | Дата смерті | Місце смерті   |
| --- | ------------------------------------------------------------------- | ---------------------- | --------------- | ----------- | -------------- |
| 1.  | Строкач Євген Володимирович (рос. Строкач Евгений Владимирович)     | старший сержант        | 1979            | 15.01.2000  | Сержень-Юрт    |
| 2.  | Богданов Віктор Миколайович (рос. Богданов Виктор Николаевич)       | рядовой                | 1976            | 15.01.2000  | Сержень-Юрт    |
| 3.  | Дюндін Сергій Олександрович (рос. Дюндин Сергей Александрович)      | рядовой                | 1980            | 15.01.2000  | Сержень-Юрт    |
| 4.  | Нехорошев Олександр Євгенович (рос. Нехорошев Александр Евгеньевич) | старший сержант        | 1981            | 07.02.2002  | Ханкала        |
| 5.  | Абакумов Павло Павлович (рос. Абакумов Павел Павлович)              | ???, снайпер-розвідник | 1982            | 07.02.2002  | Ханкала        |
| 6.  | Смєлов Денис Юрійович (рос. Смелов Денис Юрьвеич)                   | старший сержант        | 1979            | 07.02.2002  | Ханкала        |
| 7.  | Шулепов Сергій Геннадійович (рос. Шулепов Сергей Геннадьевич)       | рядовий                | 1982            | 07.02.2002  | Ханкала        |
| 8.  | Лебедєв Денис Андрійовичч (рос. Лебедев Денис Андреевич)            | молодший сержант       | 1982            | 07.02.2002  | Ханкала        |
| 9.  | Куц Віктор Петрович (рос. Куц Виктор Петрович)                      | старшина               | 18.02.1970      | 06.04.2002  | Шелкозаводська |
| 10. | Кринін Сергій Васильович (рос. Крынин Сергей Васильевич)            | рядовий                | 11.02.1982      | 06.04.2002  | Шелкозаводська |
| 11. | Стафєєв Антон Володимирович (рос. Стафеев Антон Владимирович)       | молодший сержант       | 12.10.1983      | 27.11.2002  | Самашки        |

### Збройний конфлікт на Північному Кавказі
| п/п | Прізвище, ім'я, по батькові                                            | Звання            | Дата народження | Дата смерті | Місце смерті     |
| --- | ---------------------------------------------------------------------- | ----------------- | --------------- | ----------- | ---------------- |
| 1.  | Голещихін Олексій Володимирович (рос. Голещихин Алексей Владимирович)  | сержант           | 1988            | 14.10.2012  | Аршти, Інгушетія |
| 2.  | Грудкин Костянтин Володимирович (рос. Грудкин Константин Владимирович) | старший лейтенант | 28.05.1987      | 14.10.2012  | Аршти, Інгушетія |

### Інтервенція РФ у Сирію
| п/п | Прізвище, ім'я, по батькові                                             | Звання   | Дата народження | Дата смерті |
| --- | ----------------------------------------------------------------------- | -------- | --------------- | ----------- |
| 1.  | Деревицький Богдан Олександрович (рос. Деревицкий Богдан Александрович) | єфрейтор | 21.08.1993      | 27.04.2017  |
| 2.  | Чугунов Олексій Володимирович (рос. Чугунов Алексей Владимирович)       | старшина | 15.12.1977      | 27.04.2017  |

### Російсько-українська війна
| п/п | Прізвище, ім'я, по батькові                                              | Звання                                                                      | Дата народження | Дата смерті   | Місце смерті                  |
| --- | ------------------------------------------------------------------------ | --------------------------------------------------------------------------- | --------------- | ------------- | ----------------------------- |
| 1.  | Карімов Альберт (рос. Каримов Альберт)                                   | підполковник                                                                | 22.09.1983      | 06.05.2022    |                               |
| 2.  | Півень Олександр Ілліч (рос. Пивень Александр Ильич)                     | молодший сержант                                                            |                 | 20.05.2022    |                               |
| 3.  | Міягашев Аймир Євгенович (рос. Миягашев Аймир Евгеньевич)                | молодший сержант                                                            |                 | 28.05.2022    |                               |
| 4.  | Бояринцев Сергій Валерійович (рос. Бояринцев Сергей Валерьевич)          | прапорщик                                                                   | 1993            | 04.06.2022    |                               |
| 5.  | Токарєв Герман Анатолійович (рос. Токарев Герман Анатольевич)            | молодший сержант                                                            | 12.1993         | 05.06.2022    |                               |
| 6.  | Руфов Степан Степанович (рос. Руфов Степан Степанови)                    | рядовий                                                                     | 1997            | 08.06.2022    |                               |
| 7.  | Алімов Сергій (рос. Алимов Сергей)                                       | молодший сержант                                                            | 17.12.1993      | 09.06.2022    |                               |
| 8.  | Клименко Єгор Леонідович (рос. Клименко Егор Леонидович)                 | командир відділення                                                         | 01.02.2000      | 04.05.2022    |                               |
| 9.  | Бучнєв Іван Андрійович (рос. Бучнев Иван Андреевич)                      | єфрейтор                                                                    | 13.11.1994      | 31.05.2022    |                               |
| 10. | Юсупов Артем Карімович (рос. Юсупов Артём Каримович)                     | молодший сержант                                                            | 26.09.1989      | 04.06.2022    |                               |
| 11. | Кулагін Іван Володимирович (рос. Кулагин Иван Владимирович)              | гвардії старший прапорщик, заступник командира групи спецназу роти спецназу | 14.03.1993      | 07.09.2022    |                               |
| 12. | Сайфуллін Ільгіз (рос. Сайфуллин Ильгиз)                                 | єфрейтор                                                                    | 01.01.1994      | 14.09.2022    | Новомихайлівка                |
| 13. | Норполов Едуард Доржійович (рос. Норполов Эдуард Доржиевич)              | старший лейтенант                                                           | 27.10.1995      | 04.10.2022    |                               |
| 14. | Данилов Василь Васильович (рос. Данилов Василий Васильевич)              | старший сержант                                                             | 19.02.1989      | 04.11.2022    | с. Павлівка, Донецька область |
| 15. | Конопко Дмитро Дмитрович (рос. Конопко Дмитрий Дмитриевич)               | лейтенант                                                                   | 29.05.1999      | 06.11.2022    |                               |
| 16. | Мечушев Юрій Анатолійович (рос. Мечушев Юрий Анатольвеич)                | рядовий                                                                     | 30.07.2003      | до 05.12.2022 |                               |
| 17. | Поляков Сергій Юрійович (рос. Поляков Сергей Юрьевич)                    | полковник, командир бригади                                                 | 16.02.1975      | 02.02.2023    | Вугледар                      |
| 18. | Мариков Іван Сергійович (рос. Марыков Иван Сергеевич)                    |                                                                             | 26.11.1988      | 02.02.2023    | Вугледар                      |
| 19. | Малоховський Євген Володимирович (рос. Малоховский Евгений Владимирович) | єфрейтор                                                                    | 31.05.1993      | 18.02.2023    |                               |
| 20. | Тулуш Олексій Борисович (рос. Тулуш Алексей Борисович)                   | молодший лейтенант                                                          | 21.03.1997      | 20.03.2023    |                               |
| 21. | Васильєв Віктор Миколайович (рос. Васильев Виктор Николаевич)            | старший прапорщик                                                           |                 | 30.05.2023    |                               |